# James Gayfer
James McDonald Gayfer (* 26. März 1916 in Toronto; † 7. April 1997 in Lindsay/Ontario) war ein kanadischer Militärkapellmeister, Klarinettist, Organist und Chorleiter, Komponist und Musikpädagoge.

## Leben
Gayfer war zwischen 1929 und 1941 Boy Scout, Kadett und schließlich Mitglied des Toronto Scottish Regiment Militia. Er hatte in dieser Zeit Klavierunterricht bei Jennie Goodman Bouck und Reginald Godden und Orgelunterricht bei Maitland Farmer. Von 1942 bis 1967 war er in der kanadischen Armee Klarinettist (Royal Canadian Signals Corps, 1942–45 in Europa), Militärkapellmeister und Musikinspektor (1947–51) Musikdirektor in Ontario, Korea und Kanada (1954–61) und schließlich Ausbildungsoffizier an der Canadian Forces School of Music (1961–68). Er verließ die Armee im Rang eines Majors.
Anfang der 1940er Jahre studierte Gayfer an der University of Toronto bei Ettore Mazzoleni (Orchestration), Arthur H. Middleton und S. Drummond Wolff. 1942 lernte er Ralph Vaughan Williams kennen, mit dem ihn fortan eine Freundschaft verband. Von 1945 bis 1947 studierte er an der Royal Military School of Music in London. Neben seinen musikalischen Aktivitäten bei der Armee wirkte er als Organist und Chorleiter verschiedener Kirchen in Ontario, Dirigent des Harmony Symphony Orchestra Toronto (1949–54), Opern- und Operettendirigent in Victoria (1962–66), Gastdirigent des Vicoria Symphony Orchestra (1962–64) und Leiter der Kitchener Musical Society Band (1971–72).
Nach seinem Ausscheiden aus der Armee unterrichtete Gayfer an der Southwood Secondary School in Galt (wo er 1967 den Galt Community Choir and Orchestra gründete und bis 1970 leitete) an der Champlain High School in Pembroke und von 1972 bis 1974 an der Dalhousie University. 1978 gründete er die Petawawa Legion Community Band. Außerdem war er Kirchenorganist in Petawawa und Lindsay.
Gayfer komponierte u. a. zwei Sinfonien und weitere Orchesterwerke (Canadian Landscape, 1963, Yukon Summer 1985), ein Streichquartett (1944), Six Translations from the Chinese für Tenor und Orchester, eine Suite für Holzbläserquintett (1947) ein  Saxophone Concertante für fünf Saxophone (1972), Werke für Militärorchester (The Wells of Marah, 1957, The Canadian Infantryman, 1960, The St. John Ambulance Canadian Centennial March, 1982), Klavierstücke, Lieder, Hymnen und Chorwerke. Die Mehrzahl seiner publizierten Kompositionen erschien bei Boosey & Hawkes.